# Rhithrogena sublineata
Rhithrogena sublineata is een haft uit de familie Heptageniidae. De wetenschappelijke naam van de soort is voor het eerst geldig gepubliceerd in 1988 door Kazanci & Braasch.
De soort komt voor in het Palearctisch gebied.